# آناستازیا ورتینسکایا
آناستازیا ورتینسکایا (روسی: Анастаси́я Алекса́ндровна Верти́нская؛ زادهٔ ۱۹ دسامبر ۱۹۴۴) بازیگر اهل اتحاد جماهیر سوسیالیستی شوروی است. وی بین سال‌های ۱۹۶۱ تا ۲۰۰۲ میلادی فعالیت می‌کرد.
از فیلم‌ها یا برنامه‌های تلویزیونی که وی در آن نقش داشته‌است، می‌توان به جنگ و صلح، مرشد و مارگاریتا، هملت و سایه اشاره کرد.
در سال 1989، آناستازیا ورتینسکایا برای تدریس بازیگری در دانشگاه آکسفورد پیشنهاد شد . او موافقت کرد و برای 12 سال آینده (با وقفه) در خارج از کشور کار کرد